# Колодец святого Патрика
Колодец святого Патрика (итал. Pozzo di San Patrizio) — колодец в городе Орвието (Умбрия, Италия). Колодец построен инженером-архитектором Антонио да Сангалло (младшим) в период с 1527 по 1537 годы по поручению Папы Климента VII. Папа, скрывавшийся в Орвието после разграбления Рима 1527 года, опасался, что имевшихся источников воды в случае длительной осады будет недостаточно.
Строительство колодца было завершено в 1537 году. Глубина составила 53 метра при диаметре основания 13,4 метра. Колодец назвали в честь святого Патрика, проводя аналогию с пещерой «Чистилище святого Патрика» в Ирландии, где по легенде находится вход в ад.
Для доступа к воде были построены два независимых прохода, спускающихся по спирали вдоль стен колодца. Такое решение позволило пустым повозкам спускаться, а наполненным водой — подниматься одновременно, не пересекаясь в пути. Проходы состоят из 248 ступеней и освещаются естественным светом, проникающим через 70 окон.
Надпись на колодце гласит: «лат. QUOD NATURA MUNIMENTO INVIDERAT INDUSTRIA ADIECIT» («Что не дала природа, может быть создано руками человека»).

## Примечания

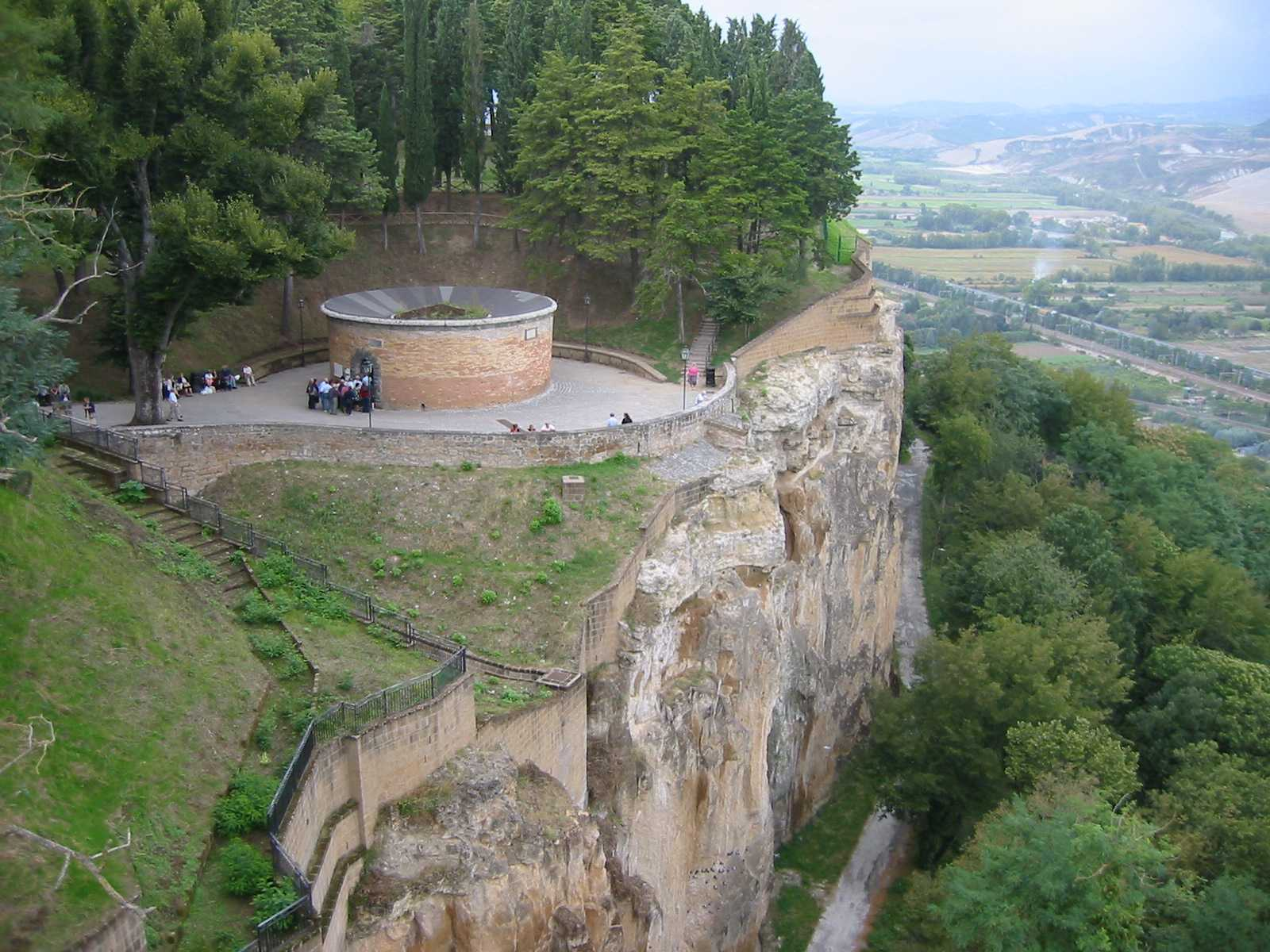
Внешняя часть колодца